# Cepphus
Cepphus – rodzaj ptaków z podrodziny alk (Alcinae) w rodzinie alk (Alcidae).

## Zasięg występowania
Rodzaj obejmuje gatunki występujące w Eurazji i Ameryce Północnej.

## Morfologia
Długość ciała 30–38 cm, rozpiętość skrzydeł 52–69 cm; masa ciała 450–550 g. 

## Systematyka

### Etymologia
- Cepphus: gr. κεπφος kepphos „nieznany blady ptak wodny”, później różnie identyfikowany (np. nawałnik, mewa, głuptak, alka), wspomniany przez Arystotelesa, Dionizjusza, Hezychiusza i innych autorów[7].
- Uria: gr. ουρια ouria jakiś rodzaj „ptactwa wodnego” wspomnianego przez Atenajosa[8]. Gatunek typowy: Alca grylle Linnaeus, 1758.
- Grylle: epitet gatunkowy Alca grylle Linnaeus, 1758; nazwa Grylle używana na Gotlandii na określenie nurnika zwyczajnego[9]. Gatunek typowy: Grylle scapularis Leach, 1819 (= Alca grylle Linnaeus, 1758).
- Pseuduria: gr. ψευδος pseudos „fałszywy”; rodzaj Uria Brisson, 1760, nurzyk[10]. Gatunek typowy: Cepphus columba Pallas.

### Podział systematyczny
Do rodzaju należą następujące gatunki:
- Cepphus grylle (Linnaeus, 1758) – nurnik zwyczajny
- Cepphus columba Pallas, 1811 – nurnik aleucki
- Cepphus carbo Pallas, 1811 – nurnik ochocki